# فارمینگتون، گلاسترشر
فارمینگتون (به انگلیسی: Farmington) یک روستا و محله مدنی در بریتانیا است که در Cotswold واقع شده‌است. فارمینگتون ۱۱۲ نفر جمعیت دارد.